# Moon River
"Moon River"(문 리버)는 1961년에 발표한 노래로 조니 머서(Johnny Mercer)가 작사, 헨리 맨시니가 작곡하였다. 노래의 내용은 머시의 고향인 조지아주 서배너에서 보낸 그의 어린 시절에 대한 것으로 구성되어 있다. 같은 해 미국에서 개봉한 영화 《티파니에서 아침을》(Breakfast at Tiffany's)의 주제가로 쓰였으며, 주연 배우 오드리 헵번이 불렀다. 1961년 아카데미 주제가상 수상작으로 선정되었고, 1962년 그래미 어워드 올해의 레코드(Grammy Award for Record of the Year)에 뽑혔다. 이후 많은 음악가들에 의해 편곡되는 등 대표적인 명곡으로 손꼽힌다.
MBC 표준FM 정파시 방송시작 전 시험방송으로 송출되는 곡인 Isao Sasaki - Moon River이다. 현재는 매월 첫째 주 월요일 새벽 2시 MBC 표준FM 점검으로 정파 전에 송출된다.
JTBC 체험! 사람의 현장 막나가쇼 2020년 2월 16일 방송분에 출연한 조명섭이 다시 불렀다.